# Violent Night
Violent Night ist eine US-amerikanische Actionkomödie von Regisseur Tommy Wirkola, die am 1. Dezember 2022 in die deutschen und am darauffolgenden Tag in die US-amerikanischen Kinos kam. Die Hauptrolle des Santa Claus übernahm David Harbour.

## Handlung
Seit der blutrünstige Wikinger Nicomund der Rote vor über 1000 Jahren zum Weihnachtsmann berufen wurde, trägt er jedes Jahr als Santa Claus Geschenke für Kinder aus. Da sich die junge Generation allerdings immer weniger über die Gaben zu freuen scheint und nicht mehr an den Weihnachtsmann glaubt, spielt Santa Claus mit dem Gedanken, nach dem diesjährigen Weihnachtsfest in den Ruhestand zu gehen.
In Greenwich, Connecticut besuchen die zerstrittenen Ehepartner Jason und Linda ihrer gemeinsamen Tochter Trudy zuliebe an Heiligabend das Weihnachtsfest von Jasons Mutter Gertrude. Diese ist eine erfolgreiche Unternehmerin und beschäftigt auf ihren großen Landhaus neben zahlreichen Bediensteten auch ihr eigenes Wachpersonal. Auf der Familienfeier ist auch Jasons ungeliebte Schwester Alva mit ihrem vorlauten Sohn Bert und ihrem neuen Freund – dem unterbelichteten Schauspieler Morgan Steele – zugegen. Immer wieder kippen Streitigkeiten zwischen den Anwesenden die Stimmung; ebenso ist Trudy aufgrund ihrer familiären Situation niedergeschlagen. Als Jason und Linda ihr vorzeitig ein Walkie-Talkie schenken, durch das sie angeblich mit Santa Claus persönlich kommunizieren kann, äußert Trudy als ihren einzigen Weihnachtswunsch, dass sich ihre Eltern wieder miteinander versöhnen.
Die Familienfeier wird abrupt unterbrochen, als sich Teile des anwesenden Personals als Eindringlinge entpuppen und die übrigen Bediensteten erschießen. Unter dem Kommando ihres Anführers Scrooge nehmen die Angreifer Gertrude Lightstone und ihre Familie als Geiseln, um 300 Millionen US-Dollar aus dem hauseigenen Tresor der Matriarchin zu stehlen. Santa Claus, der zur selben Zeit Geschenke für die Familie zustellen wollte, gerät in einen Konflikt mit den Männern von Scrooge und tötet zwei von ihnen. Da seine Rentiere durch die gefallenen Schüsse davongeflogen sind, ist nun auch Santa auf dem Anwesen gefangen. Als er von der Geiselnahme mitbekommt, entschließt er sich dazu, gegen die Angreifer vorzugehen.
Um die Geiselnahme zu beenden, hat Gertrude ihre private Einsatztruppe zu Hilfe gerufen. Deren Anführer Commander Thorp gibt sich zu ihrem Überraschen allerdings als geheimer Verbündeter von Scrooge zu erkennen und erschießt Morgan, der vom Anwesen fliehen wollte. Santa Claus konnte unterdessen seine Wunden versorgen und über Funk Kontakt zu Trudy aufnehmen, die sich auf dem Dachboden des Anwesens versteckt hat. Nachdem Trudy von der Existenz des echten Weihnachtsmannes überzeugt wurde und ihm Mut zuspricht, beginnt Santa Claus, die Angreifer nacheinander abzuschlachten. Auch Trudy kann einige Eindringlinge durch selbstgebaute Fallen töten.
Scrooge konnte unterdessen den Tresor öffnen, muss allerdings feststellen, dass das Geld verschwunden ist. Als er Gertrude nach dem Verbleib ihres Vermögens fragt und droht, die Geiseln zu erschießen, gesteht Jason, das Vermögen gestohlen zu haben, um für sich und seine Familie ein glücklicheres Leben abseits seiner Mutter zu finanzieren. Nachdem der Familienvater den Standort des Geldverstecks preisgegeben hat, wollen Scrooge und Thorp das Vermögen und Gertrude Lightstone mit Schneemobilen vom Anwesen schaffen. Linda konnte sich währenddessen mit den anderen Geiseln aus der Gefangenschaft befreien, beseitigt mit einem Maschinengewehr die restlichen Angreifer und versöhnt sich wieder mit Jason.
Santa Claus nimmt die Verfolgung der Flüchtenden auf, woraufhin es zu einer Konfrontation mit Scrooge kommt. Dieser erkennt zwar, dass es sich um den echten Weihnachtsmann handelt, möchte ihn allerdings trotzdem aufgrund eigener schlechter Weihnachtserfahrungen umbringen. Im Kampf kann Santa Claus die Oberhand gewinnen und den Gangsterboss töten, wird aber nur wenig später von Thorp angeschossen. Nachdem Gertrude auch den letzten Angreifer ausschalten konnte, versuchen die herbeieilenden Familienmitglieder, Santa Claus am Leben zu erhalten. Obwohl sie sogar Teile des Geldes für ein wärmendes Feuer opfern, verstirbt der Weihnachtsmann. Trudy und ihre Angehörigen erneuern daraufhin ihren Glauben an Santa Claus, wodurch dieser wieder ins Leben zurückgeholt wird. Der Weihnachtsmann verabschiedet sich von der Familie Lightstone, da er noch viele Geschenke an Kinder auszuliefern hat.

## Produktion

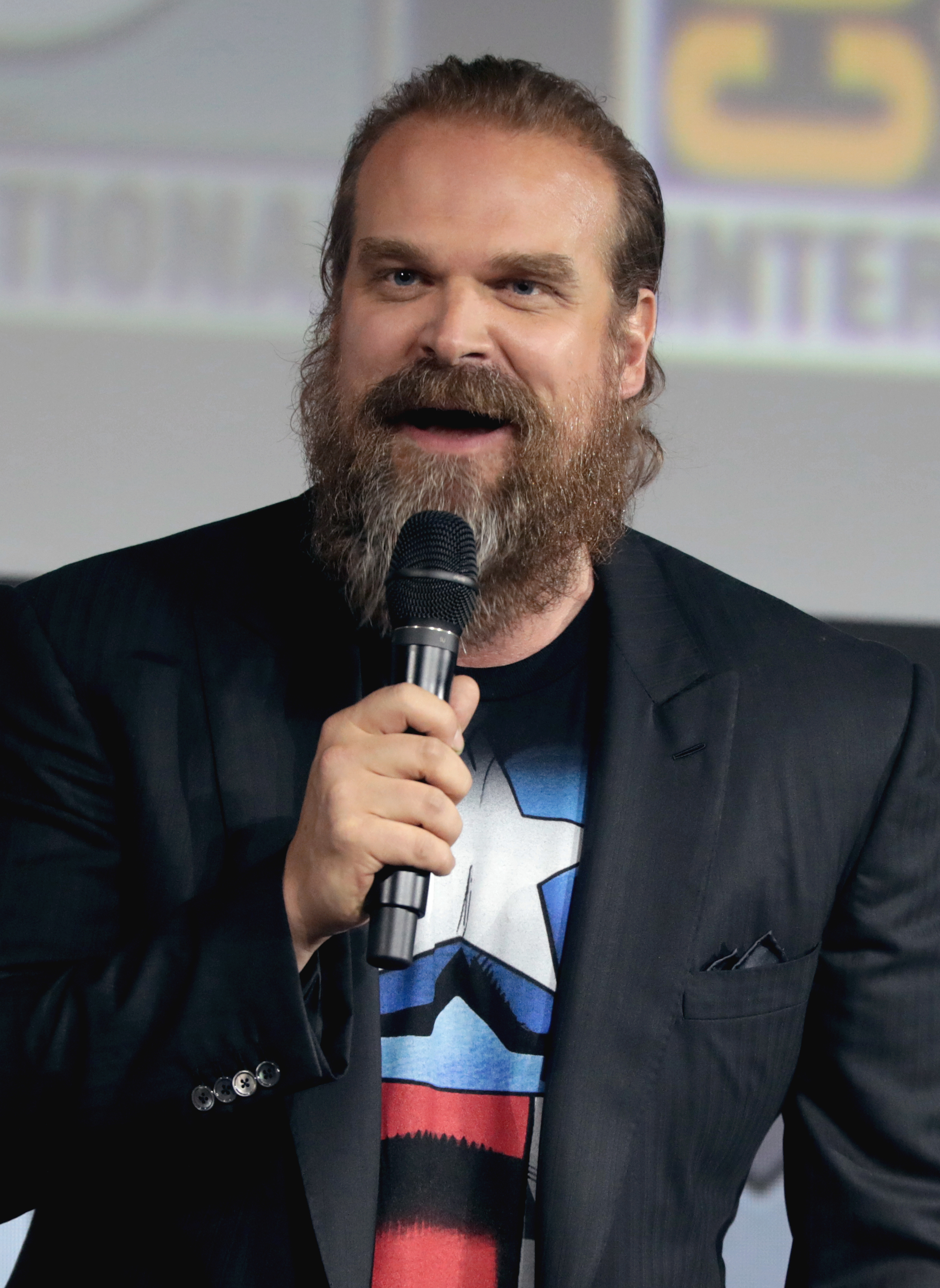
David Harbour spielt Santa Claus

Die Actionkomödie Violent Night basiert auf einer Idee der Drehbuchautoren Pat Casey und Josh Miller aus den 1990er Jahren. Beide besuchten zu dieser Zeit noch die High School und schrieben nebenbei Sketche für eine lokale Fernsehsendung. Der ursprünglich als Die Hard Santa betitelte Pitch handelte von einem lustigen, aber trotteligen Weihnachtsmann, der im Stile von Stirb langsam auf eine Gruppe von Verbrechern trifft. Erst durch den Erfolg ihres gemeinsam geschriebenen Films Sonic the Hedgehog konnten Casey und Miller Aufmerksamkeit für ihre Idee generieren und David Leitch sowie Kelly McCormick von 87North als Produzenten gewinnen.
Im März 2020 sicherte sich Universal die internationalen Vertriebsrechte am Weihnachts-Thriller. Im November des Folgejahres wurde der Norweger Tommy Wirkola als Regisseur verpflichtet, während die Hauptrolle des Santa Claus mit David Harbour besetzt wurde. Von den Verantwortlichen wurde der Film als Mischung aus Stirb langsam, Das Wunder von Manhattan und John Wick beschrieben.
Im Februar 2022 schlossen sich John Leguizamo als Söldnerboss Scrooge, Beverly D’Angelo als Familienoberhaupt Gertrude Lightstone, Alex Hassell als deren Sohn Jason und Alexis Louder als dessen Frau Linda der Besetzung an. In den Folgemonaten folgten die Verpflichtungen von Edi Patterson, Cam Gigandet und André Eriksen. Die Kinderdarstellerin Leah Brady verkörpert neben David Harbour die weibliche Hauptrolle.
In Vorbereitung auf die Dreharbeiten begann Hauptdarsteller Harbour im Dezember 2021 mit Kampftraining und nahm an Gewicht zu. Die Filmaufnahmen mit Kameramann Matthew Weston erfolgten schließlich von Januar bis März 2022 im kanadischen Manitoba. Regisseur Tommy Wirkola beschrieb die mehrwöchigen Dreharbeiten im winterlichen Winnipeg als extrem; teilweise drehte man bei Außentemperaturen von bis zu −25 °C. Produzent David Leitch selbst fungierte für eine Szene als Darsteller, als einer der Stuntleute aufgrund einer SARS-CoV-2-Infektion verhindert war.
Erstes Bildmaterial wurde im April 2022 exklusiv auf der CinemaCon vorgestellt; ein Trailer zum Film folgte am 5. Oktober 2022. Die Weltpremiere erfolgte bereits zwei Tage später auf der New York Comic Con. Violent Night kam am 1. Dezember 2022 in die deutschen und am darauffolgenden Tag in die US-amerikanischen Kinos. Bereits am 20. Dezember 2022 war der Film auch digital erhältlich. Die Veröffentlichung auf DVD und Blu-ray erfolgte in den Vereinigten Staaten am 24. Januar 2023. In Deutschland erschien Violent Night hingegen erst am 2. Februar digital und am 16. Februar 2023 auch auf analogen Datenträgern.

## Synchronisation
Die deutschsprachige Synchronisation entstand nach einem Dialogbuch und unter der Dialogregie von Nico Sablik bei RC Production.
| Rolle                        | Darsteller       | Synchronsprecher         |
| ---------------------------- | ---------------- | ------------------------ |
| Santa Claus                  | David Harbour    | Peter Flechtner          |
| Trudy Lightstone             | Leah Brady       | Ellis Drews              |
| Jimmy Martinez / Mr. Scrooge | John Leguizamo   | Florian Halm             |
| Gertrude Lightstone          | Beverly D’Angelo | Kerstin Sanders-Dornseif |
| Jason Lightstone             | Alex Hassell     | Bastian Sierich          |
| Linda Matthews               | Alexis Louder    | Marieke Oeffinger        |
| Alva Steele-Lightstone       | Edi Patterson    | Manja Doering            |
| Morgan Steele                | Cam Gigandet     | Tim Knauer               |
| Bert                         | Alexander Elliot | Tom Ferenc               |
| Gingerbread                  | André Eriksen    | Jaron Löwenberg          |
| Candy Cane                   | Mitra Suri       | Nora Kunzendorf          |
| Krampus                      | Brendan Fletcher | Jesco Wirthgen           |
| Commander Thorp              | Mike Dopud       | Frank Röth               |
| Frosty                       | Can Aydin        | Nico Sablik              |

## Rezeption

### Altersfreigabe
In den Vereinigten Staaten erhielt Violent Night von der MPA aufgrund stark blutiger Gewalt, der Sprache und einigen sexuellen Anspielungen ein R-Rating. In Deutschland vergab die FSK eine Freigabe ab 16 Jahren. In der Freigabebegründung heißt es, der Film enthalte speziell bei den Auseinandersetzungen zwischen dem Weihnachtsmann und der Söldnertruppe zahlreiche drastische Gewalthandlungen und Verletzungsdarstellungen. Auch komme es dabei häufig zu beleidigendem und vulgärem Sprachgebrauch. Allerdings sei Violent Night klar als überzeichnete Mischung aus Actionfilm und Weihnachtsfilm-Parodie erkennbar, die nichts mit der Lebensrealität zu tun habe. Zudem würden die Gewaltmomente durch die zahlreichen ironischen Szenen und Anspielungen immer wieder gebrochen und in ihrer Wirkung abgemildert werden.

### Kritiken
Violent Night konnte 73 % der 204 bei Rotten Tomatoes gelisteten Kritiker überzeugen und erhielt dabei eine durchschnittliche Bewertung von 6,4 von 10 Punkten. Als zusammenfassendes Fazit zieht die Seite, auch wenn der Film nicht so unterhaltsam sei, wie es seine Prämisse vermuten lasse, habe er für Liebhaber von härterer Weihnachtskost eine Menge Spaß zu bieten. Bei Metacritic erhielt die Actionkomödie basierend auf 37 Kritiken einen Metascore von 55 von 100 möglichen Punkten.
Angie Han bezeichnet Violent Night in ihrer Filmkritik für den Hollywood Reporter als „amüsant verdrehte Weihnachtskomödie“, die als Actionthriller mit David Harbour genau das liefere, was dem Zuschauer versprochen werde. Regisseur Tommy Wirkola treibe die Mischung aus Stirb langsam und Kevin – Allein zu Haus mit fröhlich geschmacklosem Humor und Over-the-top-Gore ins Extreme, bediene zwischen der grafischen Gewalt und den Witzen aber auch die klassischen Weihnachtstugenden. So bringe Harbours selbsthassender Santa Claus eine rührende Sentimentalität in die Interaktionen mit der von Leah Brady verkörperten Trudy Lightstone, auch wenn Violent Night insgesamt kein sonderlich herzerwärmender Film sein wolle. Auch auf der narrativen Ebene sei der Actionthriller eher begrenzt, wisse aber, was der Zuschauer sehen wolle, und liefere so gerade ausreichend viel Hintergrundgeschichte für Santa Claus und den Antagonisten Scrooge.
Auch Owen Gleiberman von Variety gelangt zu einem überwiegend positiven Urteil und bezeichnet Violent Night als „einfachen Weihnachts-Thriller“, der als Mischung aus verschiedenen Genres, Trash und Altbekanntem den Zeitgeist der Zuschauer zu treffen scheine. David Harbour sei die perfekte Besetzung für einen mürrischen Weihnachtsmann, dem er einen Hauch von Sympathie verleihen könne, während John Leguizamo wie immer den Soziopathen ohne Grenzen spiele und Alexis Louder als einzige Figur mit etwas Vernunft auftrete. Insgesamt sei der Film für Gleiberman an einigen Stellen amüsant, an anderen hingegen ermüdend, doch stets auf die Erwartungen des Publikums bedacht.
Gemischt steht Kate Erbland von IndieWire dem Film gegenüber, da Violent Night für sie gute Ideen mit einer verworrenen Handlung durcheinanderbringe. Die „freche“ Weihnachtsgeschichte sei ultra-brutal, manchmal lustig und seltsam charmant, könne aber abseits der Action und Gewalt auch manchmal langweilen. Zwar habe niemand so viel Spaß wie David Harbour im Film, doch Nebenhandlungen und persönliche Motivationen würden den Actionthriller einiges an Unterhaltung kosten.
Enttäuscht zeigt sich Charles Bramesco vom Guardian, für den sowohl die Handlung von Violent Night als auch der ganze Film an sich unausgegoren seien. Das Drehbuch von Pat Casey und Josh Miller sei unlustig, beinhalte zahlreiche niveaulose Witze unterhalb der Gürtellinie und erschaffe nur oberflächige Sentimentalität. Der Einfallsreichtum ende bei der Improvisation von Waffen und in ausreichend brutalen Kämpfen, dessen Wirkungskraft durch eine aufdringliche Kameraführung allerdings vermindert werden würde. Violent Night werfe Sant Claus mit anderen dummen Archetypen in ein Filmdrama, das nichts mit ihm zu tun habe, und wiederhole sich trotz seiner recht begrenzten Laufzeit erzählerisch.

### Einspielergebnis
Am Startwochenende konnte Violent Night mit einem Einspielergebnis von rund 13,3 Millionen US-Dollar den zweiten Platz der US-amerikanischen Kino-Charts erreichen. Dem Budget von 20 Million US-Dollar stehen weltweite Einnahmen aus Kinovorführungen in Höhe von 76,00 Millionen US-Dollar gegenüber, von denen der Film allein 50,06 Millionen im nordamerikanischen Raum erwirtschaften konnte. In Deutschland verzeichnete Violent Night insgesamt 171.443 Kinobesucher.

## Fortsetzung
Im Dezember 2022 äußerte Produzentin Kelly McCormick die Hoffnung, innerhalb der nächsten Wochen mit den Arbeiten an einer Fortsetzung beginnen zu können. Nach dem finanziellen Erfolg an den Kinokassen bestätigte Regisseur Tommy Wirkola im Folgemonat, dass Pat Casey und Josh Miller erneut das Drehbuch schreiben werden und man bereits erste Ideen für eine Fortführung der Geschichte hätte. Die Arbeiten an Violent Night 2 mussten im Frühjahr 2023 im Zuge des Streiks der Writers Guild of America vorübergehend unterbrochen werden. Der US-amerikanische Kinostart soll am 4. Dezember 2026 erfolgen.